# Rebecca Rippon
Rebecca „Bec“ Marie Rippon (* 26. Dezember 1978 in Sydney) ist eine ehemalige australische Wasserballspielerin. Sie war Weltmeisterschaftszweite 2007 sowie Olympiadritte 2008.

## Sportliche Karriere
Die 1,67 m große Rebecca Rippon spielte beim Balmain Water Polo Club. 
Ihr erstes großes internationales Turnier war die Weltmeisterschaft 2003, dort wurde sie mit der australischen Wasserball-Nationalmannschaft Siebte. Im Jahr darauf bei den Olympischen Spielen 2004 in Athen gewannen die Australierinnen ihre Vorrundengruppe vor den Italienerinnen und den Griechinnen. Alle drei Mannschaften erreichten das Halbfinale aus der anderen Vorrundengruppe gelang dies nur dem Team aus den Vereinigten Staaten. Nach einer 2:6-Halbfinalniederlage gegen Griechenland unterlagen die Australierinnen dem US-Team im Spiel um Bronze mit 5:6. Rebecca Rippon war in allen fünf Spielen dabei, warf aber kein Tor.
2005 belegte Rippon mit der australischen Mannschaft den sechsten Platz bei der Weltmeisterschaft in Montreal. Zwei Jahre später war Melbourne Austragungsort der Weltmeisterschaft 2007. Die Australierinnen gewannen ihre Vorrundengruppe und besiegten im Viertelfinale die Italienerinnen mit 12:8. Mit einem 12:9 gegen die Russinnen im Halbfinale erreichten die Australierinnen das Finale und unterlagen dann dem US-Team mit 5:6. 2008 bei den Olympischen Spielen in Peking belegten die Australierinnen in der Vorrunde den zweiten Platz hinter den Ungarinnen und vor den Niederländerinnen. Die Australierinnen erreichten das Halbfinale mit einem 12:11-Sieg über die Chinesinnen. Nach der 8:9-Niederlage gegen das US-Team im Halbfinale trafen die Australierinnen im Spiel um Bronze auf die Ungarinnen und gewannen mit 12:11. Rebecca Rippon erzielte insgesamt sechs Treffer, darunter zwei im Halbfinale.
Rebecca Rippon, ihre Schwester Melissa Rippon und ihre Stiefschwester Kate Gynther spielten zeitweise zusammen in der australischen Nationalmannschaft, alle drei besetzten Flügelpositionen.